# Harold Agnew
Harold Melvin Agnew (28 de marzo de 1921-29 de septiembre de 2013) fue un físico estadounidense, más conocido por  haber volado como observador científico en la misión de bombardeo de Hiroshima por el 509th Composite Group el 6 de agosto de 1945 y  más tarde, como el tercer director del Laboratorio Nacional de Los Álamos. Murió  en Solana Beach, California el 29 de septiembre de 2013.